# 带岭薹草
带岭薹草（学名：Carex dailingensis）为莎草科薹草属的植物，是中国的特有植物。分布在中国大陆的黑龙江等地，生长于海拔1,100米的地区，目前尚未由人工引种栽培。